# Tribuna internacional dels compositors
La Tribuna internacional dels compositors (IRC segons els sigles en anglès) és un fòrum anual organitzat pel Consell internacional de la música (IMC). És un trampolí per a compositors nous que ofereix alhora a les empreses de radiodifusió l'oportunitat d'intercanviar i promoure obres de música contemporània. Es finança amb les contribucions de les ràdios nacionals que hi participen. El 2022, uns quatre-cents compositors van aprofitar de la iniciativa. Els concerts són disponibles per tots els membres de la Unió Europea de Radiodifusió.
A la primeria dels anys 1950 l'aleshores jove organisme assessor de la UNESCO, el Consell internacional de la música organitzava a París a la seu de la UNESCO concerts de música contemporània. Els compositors solien participar-hi. El concert i les xerrades eren difusos per la ràdio pública de França. A poc a poc va madurar la idea d'internacionalitzar l'esdeveniment i de donar-li un caràcter recurrent. Així, el 1954, les ràdios públiques de Bèlgica, França, Suïssa i Alemany van organitzar la primera Tribuna.
Cada any els delegats de les ràdios participants escoltar una cinquantena de composicions i trien dos laureats: un en la categoria general i un en la categoria dels menys de trenta anys. A més recomanen deu obres més.

## Premiats
Els premiats en la categoria general segueixen en negreta, el de menys de trenta anys en rodona fina. Sol haver-hi sengles premiats per categoria, però hi ha anys quan n’hi ha més.
- 2021 a San Carlos de Bariloche, Argentina.
  - Ivana Ognjanović (1971, Sèrbia): Lonesome Skyscraper per a orquestra i electrònica (2019)
  - Krists Auznieks (1992, Letònia): Are one per a veu, orquestra de cambra i electrònica (2021)

- 2019 a San Carlos de Bariloche, Argentina.
  - Petra Strahovnik (1986, Eslovènia): Prana per a orquestra (2018)
  - Jēkabs Jančevskis (1992, Letònia): When per a cor i cello (2016)

- 2018 a Budapest, Hungria.
  - Páll Ragnar Pálsson (1977, Islàndia): Quake per a cello i orquestra (2018)
  - Jan-Peter de Graaff (1992, Països Baixos): Le café de nuit per a orquestra (2017)

- 2017 a Palermo, Itàlia.
  - Artur Zagajewski (1978, Polònia): Brut per a cello i ensemble (2014)[4]
  - Sebastian Hilli (1990, Finlàndia): Reachings per a orquestra (2014)[5]

- 2016 a Wroclaw, Polònia.
  - Oscar Bianchi (1975, Suïssa): Partendo per a countertenor i ensemble (2015)[6]
  - Maria Kõrvits (1987, Estònia): Langedes ülespoole, taeva kaarjasse kaussi per a orquestra (2015)

- 2015 a Tallinn, Estònia.
  - Jan Erik Mikalsen (1979, Noruega): Cançons per a Orchestra (2014)[7]
  - Matej Bonin (1986, Slovènia): Cancro per a orquestra sinfònica (2015)

- 2014 a Helsinki, Finlàndia.
  - Yannis Kyriakides (1969, Cyprus): Words i Song without Words, per a cello i electrònica (2013)
  - Andrzej Kwieciński (1984, Polònia): Canzon de' Baci, tenor i orquestra (2013)

- 2013 a Praga, Txèquia.
  - Agata Zubel (1978, Polònia): Not I, per a veu, chamber ensemble i electrònica (2010)
  - Úlfur Hansson (1988, Iceland): So very strange, obra electroacústica (2011)

- 2012 a Estocolm, Suècia.
  - Pedro Ochoa (1968, Argentina): Tierra Viva, per a piano i tape (2011)
  - Peter Kerkelov (1984, Bulgaria): Attempt at Screaming, per a conjunt (2011)

- 2011 a Viena, Àustria.
  - Françasco Filidei (1973, Itàlia): Macchina per scoppiare Pagliacci, per a orquestra doble (2005)
  - Juan Pablo Nicoletti (1983, Argentina): Abismo al Abismo, obra electroacústica (2011)

- 2010 a Lisboa, Portugal.
  - Simon Steen-Andersen (1976, Dinamarca): Ouvertures (Part 1), per a guzheng, sampler i orquestra (2008)
  - Kristaps Pētersons (1982, Letònia): Twilight Chants, per a mixed cor, double bass i glasses (2009)

- 2009 a París, França.
  - Martijn Padding (1956, Països Baixos): First Harmonium Concerto, per a harmònium i orquestra (2008)
  - Justė Janulytė (1982, Lituània): Aquarelle, per a cor mixt (2007)

- 2008
  - Misato Mochizuki (1969, Japó): L'Heure Bleue, per a orquestra (2007)
  - Florent Motsch (1980, França): Memoire du Vent, per a orquestra (2006)

- 2007
  - Erin Gee (1974, Estats Units): Mouth Piece IX, per a veu i orquestra (2006)
  - Ülo Krigul (1978, Estònia): Jenzeits, per a orquestra (2005)

- 2006
  - Arnulf Herrmann (1968, Alemanya): Terzenseele, per a conjunt (2005–06)
  - Ēriks Ešenvalds (1977, Letònia): Légende de la femme emmurée, per a cor mixt (2005)

- 2005
  - Mārtiņš Viļums (1974, Letònia): Le temps scintille..., per a cor mixt (2003)
  - Luke Bedford (1978, Regne Unit): Rode with darkness, per a orquestra gros (2003)

- 2004
  - Helena Tulve (1972 Estònia): Sula (Thawing), per a orquestra (1999)
  - Santa Ratniece (1977, Letònia): Sens nacre, per a conjunt (2004)
  - Abigail Richardson-Schulte (1976, Canadà: Dissolve, per a arpa, piano, percussió (2002)

- 2003 (la 50a edició)
  - Hanna Kulenty (1961, Polònia): Trumpet Concerto, per a trompeta i orquestra simfònica (2002)
  - Johannes Maria Staud (1974, Àustria): Polygon per a piano i orquestra (2002)

- 2002
  - Anders Hillborg (1954, Suècia): Dreaming River, per a orquestra (1999)
  - Daniel Vacs (1972, Argentina): Viento negro, per a violí (2002)

- 2001
  - Uljas Pulkkis (1975, Finlàndia): Enchanted Garden, per a violí i orquestra (2000)
  - Brian Current (1972, Canadà): For the time being, per a orquestra (1999)

- 2000
  - Georg Friedrich Haas (1953, Àustria): Violí Concerto, per a violí i orquestra (1998)
  - Jüri Reinvere (1971, Estònia): Loodekaar, per a chamber ensemble (1998)

- 1999
  - Brett Dean (1961, Austràlia): Ariel's Music, per a clarinet i orquestra (1995)
  - Rolf Wallin (1957, Noruega): Ground, per a cello i string orquestra (1997)
  - Maja Ratkje (1973, Noruega): Waves II B, per a orquestra de cambra (1997-78)

- 1998
  - Pascal Dusapin (1955, França): Watt, per a trombone i orquestra (1994)
  - Tommi Kärkkäinen (1969, Finlàndia): Seven miniatures, per a orquestra (1996)

- 1997
  - Marc-André Dalbavie (1961, França): Concerto per a violí, per a violí i orquestra (1997)
  - Thomas Heinisch (1968, Àustria): Abglanz und Schweigen, per a chamber ensemble (1996)

- 1996
  - Pär Lindgren (1952, Suècia): Oaijé, per a orquestra (1993)
  - Mari Vihmand (1967, Estònia): Floreo, per a orquestra (1995–96)

- 1995
  - Michio Kitazume (1948, Japó): Ei-Sho, per a orquestra (1993)
  - Paweł Mykietyn (1971, Polònia): 3 for 13, per a orquestra de cambra (1994)

- 1994
  - Eero Hämeenniemi (1951, Finlàndia): Nattuvanar, per a chamber ensemble (1993)
  - Thomas Adès (1971, Regne Unit): Living Toys, per a orquestra de cambra (1993)[8]

- 1993
  - Kimmo Hakola (1958, Finlàndia): Capriole, per a baix i cello (1991)
  - Gisle Kverndokk (1967, Noruega): Initiation, per a violí i orquestra (1992)

- 1992
  - Esa-Pekka Salonen (1955, Finlàndia): Floof, per a soprano i orquestra de cambra (1982)
  - Jesper Koch (1967, Dinamarca): Icebreaking, per a dos acordions i percussió (1991)

- 1991
  - Thomas Demenga (1954, Suïssa): Solo per due, per a cello i orquestra (1990)
  - Chris Harman (1970, Canada): Iridescence, per a 24 instruments de corda (1990)

- 1990
  - Édith Canat de Chizy (1950, França): Yell, per a orquestra (1985)
  - Benoît Mernier (1964, Bèlgica): Artifices, per a orgue (1989)

- 1989
  - Daniel Börtz (1943, Suècia): Parodos, per a orquestra (1987)
  - Jukka Koskinen (1965, Finlàndia): Quartet de cordes, (1987)

- 1988
  - Jukka Tiensuu (1948, Finlàndia): Tokko, per a cor masculi i cinta magnètica (1987)
  - Srđan Dedić (1965, Croatia): Snake Charmer, per a clarinet baix (1986)

- 1987
  - Roger Smalley (1943, Austràlia): Piano Concerto, per a piano i orquestra (1985)
  - Kimmo Hakola (1958, Finlàndia): Quartet de cordes, (1986)

- 1986
  - Magnus Lindberg (1958, Finlàndia): Kraft, per a clarinet, cello, piano, dues percussions, orquestra i cinta (1983–85)
  - Luc Brewaeys (1959, Bèlgica): E poi c'era, per a orquestra (1985)

- 1985
  - Alejandro Iglesias Rossi (1960, Argentina): Ancestral Rites of a Forgotten Culture, mezzo soprano i 6 percussions (1983)
  - George Benjamin (1960, Regne Unit): At first light, oboe i orquestra (1982)

- 1984
  - Eugeniusz Knapik (1951, Polònia): Quartet de corda, (1980)
  - Alessandro Solbiati (1956, Itàlia): Di Luce, per a violí i orquestra (1982)

- 1983
  - György Kurtág (1926, Hungria): Messages de feu demoiselle R.V. Troussova, soprano i orquestra de cambra (1976–80)
  - Detlev Müller-Siemens (1957, Alemanya): Passacaglia, per a orquestra (1978)

- 1982
  - Yoshihisa Taira (1938, França): Meditations, per a orquestra (1982)
  - Magnus Lindberg (1958, Finlàndia): ... de Tartuffe, je crois, per a quintet de piano (1981)

- 1981
  - Frédéric van Rossum (1939, Bèlgica): Réquisitoire, per a brass band i percussió (1973)
  - Jouni Kaipainen (1956, Finlàndia): Trois morceaux de l’aube, per a cello i piano (1980–81)

- 1980
  - Aleksander Lasoń (1951, Polònia): Symphony No. 1, per a metall, percussió i dos pianos (1975)
  - Akira Nishimura (1953, Japan): Ketiak, per a sis percussions (1979)

- 1979
  - Charles Chaynes (1925, França): Pour un monde noir, 4 poemes per a soprano i orquestra (1976)

- 1978
  - Manfred Trojahn (1949, Alemanya): String Quartet (1976)

- 1977
  - Louis Andriessen (1932, Països Baixos): De Staat, per a solites feminines i 27 instruments (1972–76)

- 1976
  - Tomás Marco (1942, Spain): Autodafé, per a piano, orgue, tres grups instrumentals, i violins in echo (1975)
  - Dimitar Tapkov (1929, Bulgaria): Cantate pour la paix, per a soprano, cor i orquestra (1975)

- 1975
  - Zsolt Durkó (1934, Hungary): Burial prayer, oratoris per a tenor, bariton, cor i orquestra (1967–72)

- 1974
  - Hans Ko (1930, Països Baixos): L 'Allegri, soprano i orchestra, (1967)

- 1973
  - Henryk Górecki (1933, Polònia): Ad Matrem, per a soprano, cor i orquestra (1971)

- 1972
  - Sándor Balassa (1935, Hungria): Requiem per a Lajos reserve, per a cor i orquestra (1968–69)

- 1971
  - George Crumb (1929, Estats Units): Ancient Veus of Children, soprano i octet (1970)

- 1970
  - András Szőllősy (1921, Hungary): Concerto No. 3, per a setze cordes (1969)
  - Steven Gellman (1947, Canada): Mythos II, per a flauta i quartet de corda (1968)

- 1969
  - György Ligeti (1923, Hungria/Àustria): Lontano, per a orquestra (1967)

- 1968
  - Jan Kapr (1914, Txecoslovàquia): Exercises pour Gydli, per a soprano, flauta i arpa (1967)
  - Witold Lutosławski (1913, Polònia): Symphony No. 2, per a orquestra (1966-7)
  - John Tavener (1944, Regne Unit): The Whale, cantata dramàtica (1966)

- 1967
  - Franco Donatoni (1927, Itàlia): Puppenspiel No, per a flauta i orquestra (1965)
  - Luboš Fišer (1935, Txecoslovàquia): Fifteen Prints after Dürer’s Apocalypse, per a orquestra (1965)

- 1966
  - Tadeusz Baird (1928, Polònia): Four Dialogues, per a oboe i orquestra de cambra (1965)

- 1965
  - Angelo Paccagnini (1930, Itàlia): Wind in the Wind, per a mezzo-soprano i orquestra (1964)
  - Tōru Takemitsu (1930, Japó): Textures from the Arc, per a piano i orquestra (1964)

- 1964
  - Witold Lutosławski (1913, Polònia): Three poems by Henri Michaux, per a 20 veus, cor i orquestra (1963)

- 1963
  - Tadeusz Baird (1928, Polònia): Variations without a theme, per a orquestra (1962)

- 1962
  - Niccolò Castiglioni (1932, Itàlia): Through the Looking Glass, a radio opera
  - Akira Miyoshi (1933, Japó): String Quartet No. 1 (1962)
  - Luigi Nono (1924, Itàlia): España en el corazon, per a soprano, baritone, cor i instruments, (1952)

- 1961
  - Elliott Carter (1908, Estats Units): String Quartet No. 2, (1959)

- 1960
  - Humphrey Searle (1915, Regne Unit): Diary of a Madman, opera (1958)

- 1959
  - Tadeusz Baird (1928, Polònia): Four Essays, per a orquestra (1958)
  - Witold Lutosławski (1913, Polònia): Funeral Music, per a string orquestra (1956-8)

- 1958
  - Niccolò Castiglioni (1932, Itàlia): Symphony No. 1, per a soprano i orquestra (1956)
  - Benjamin Lees (1924, Estats Units): String Quartet No.1 (1952)
  - Constantin Regamey (1907, Suïssa): Cinq Etudes, per a female veu i orquestra (1956)

- 1957
  - Ingvar Lidholm (1921, Suècia): Ritournelle, orquestra (1955)

- 1956
  - Frank Martin (1890, Suïssa): Cembalo Concerto, per a harpsichord i orquestra (1951–52)
  - Hans Werner Henze (1926, Alemanya): Simfonia núm. 3 (1949–50)

- 1955
  - Luciano Berio (1925, Itàlia) Chamber Music, per a veu, clarinet, cello, arpa (1953)
  - Henri Dutilleux (1916, França): Simfonia núm. 1, per a orquestra (1951)